# Koreas återförening

Den omdiskuterade flaggan för det enade Korea.

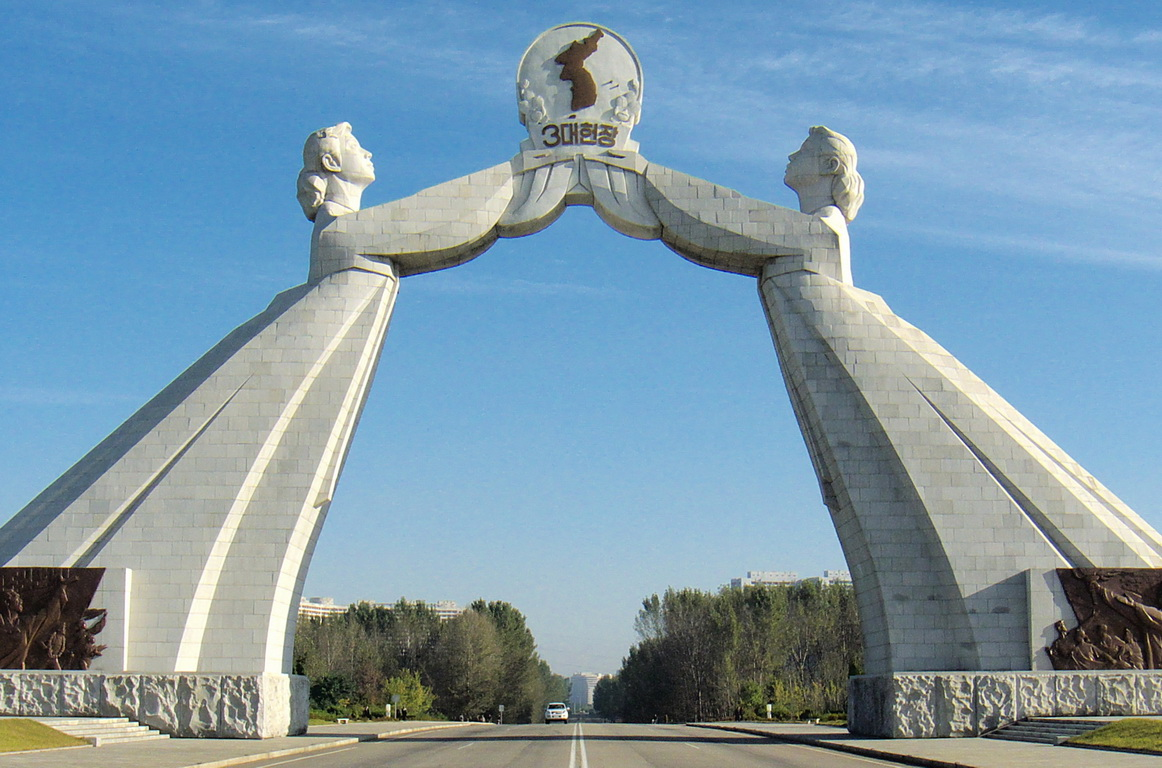
Återförenandebågen i Pyongyang, Nordkorea, monument för återföreningen.

Koreas återförening är det hypotetiska framtida återförenandet av Sydkorea och Nordkorea till en gemensam stat.
Före första världskriget och Generalguvernementet Korea (1910–1945) hade hela Korea förenats som en enda stat i århundraden, tidigare känd som Kejsardömet Korea. Efter andra världskriget 1945 och med början i det kalla kriget (1945–1992) delades Korea upp i två länder längs Koreas demilitariserade zon 1948. År 2019 föreslog Sydkoreas president Moon Jae-in återförening av de två delade staterna på den koreanska halvön år 2045.

## Historik
Delningen av Korea har sin bakgrund i att landet, som tidigare var en japansk koloni, sattes under amerikansk respektive sovjetisk kontroll efter de allierades seger i andra världskriget, och senare Koreakriget, en tekniskt sett fortfarande pågående konflikt som varit i vapenstillestånd sedan 1953. Sydkoreas president Kim Dae-jung lanserade 1998 den så kallade "solskenspolitiken", som syftade till att främja fredlig samexistens, försoning och samarbete mellan Nord- och Sydkorea för att lägga grunden till en återförening på sikt och ledde även till ett toppmöte med ländernas ledare i Pyongyang 2000. Vid mötet undertecknade ländernas ledare, Kim Dae-jung och Kim Jong Il, 15 juni-deklarationen, enligt vilken båda länderna ska arbeta för ett fredligt framtida återförenande. Hinder för återförenande är ländernas politiska och kulturella motsättningar, avsevärda skillnader i ekonomiska förutsättningar, samt utomstående faktorer såsom amerikanska och kinesiska intressen.
Nord- och Sydkorea har deltagit tillsammans under gemensam flagg vid invigningsceremonier till vissa idrottsevenemang, bland annat Sommar-OS 2000 och 2004 samt Vinter-OS 2006 där de dock tävlade som separata lag. Korea i olympiska vinterspelen 2018 hade däremot ett gemensamt ishockeydamlag.
Den gemensamma flaggan vid invigningsceremonin för OS i Pyeongchang i Sydkorea 2018 möttes av protester från Japan, eftersom de omdiskuterade, kontroversiella Liancourtöarna fanns med på flaggan.
I april 2018 möttes Nord- och Sydkoreas ledare i Panmunjon för samtal med målet att få till fred på Koreahalvön (se Interkoreanska toppmötet 2018).
2024 sa Nordkoreas ledare Kim Jong-un att fredlig återförening inte längre är ett politiskt mål för Nordkorea och att tre statliga myndigheter som jobbar för återförening eller samarbete med Syd skulle läggas ner. Kim krävde också nya formuleringar i landets grundlag som tydligt skulle peka ut Sydkorea som en fiende och att monumentet Återförenandebågen i Pyongyang skulle rivas.

## Opposition
Stöd för återförening i Sydkorea har fallit, särskilt bland de yngre generationerna. På 1990-talet var antalet personer i regeringsundersökningar som betraktade återförening som nödvändigt över 80 procent. Vid 2011 hade antalet minskat till 56 procent.
Enligt en undersökning från december 2017 släppt av Korea Institute for National Unification, tror 72,1 procent av sydkoreanerna runt 20 år att återförening är onödigt, med yngre sydkoreaner som säger att de är mer oroliga för frågor som rör ekonomi, sysselsättning och levnadskostnader.
Undersökningar visar att en majoritet av sydkoreanerna, även de i åldersgrupper som traditionellt sett ses som mer angelägna om att återförena halvön, är inte villiga att se sina levnadsvillkor lida för att hjälpa Nordkorea. Dessutom, cirka 50 procent av män runt 20 år ser Nordkorea som en direkt fiende som de inte vill ha någonting att göra med.

## Konsekvenser
Ett enat Korea kan få stora konsekvenser för maktbalansen i regionen, med Sydkorea som redan betraktas av många som en regional makt. Återförening skulle ge tillgång till billig arbetskraft och rikliga naturresurser i Nordkorea, som, kombinerat med befintlig teknik och kapital i Sydkorea, skulle skapa stor ekonomisk och militär tillväxtpotential. Enligt en studie från Goldman Sachs 2009 kunde ett enat Korea ha en ekonomi större än Japans år 2050. En förenad koreansk militär skulle ha det största antalet reservister samt ett av de största antalet militära hackare.